# Schistogyna
Schistogyna Millidge, 1991 è un genere di ragni appartenente alla famiglia Linyphiidae.

## Distribuzione
L'unica specie oggi nota di questo genere è stata reperita nelle Isole Juan Fernández.

## Tassonomia
A giugno 2012, si compone di una specie:
- Schistogyna arcana Millidge, 1991[3] — Isole Juan Fernández